# 旗後山
旗後山，西方文獻曾稱薩拉沁頭，又因地勢突出而曾稱旗後島，是臺灣高雄市旗津區北端的一座山丘，毗鄰旗後市街，海拔48公尺，是原旗津半島，今旗津島的最高點。山體南北長約650公尺，東西最寬約120公尺，為離水隆起的珊瑚礁石灰岩。山頂原有的三等三角點886號基石已遺失，現留聯勤總部補立的三等三角點內補77號銅標。此外，山頂建有旗後砲台與高雄燈塔，隔高雄外港與壽山相望，有步道供步行抵達。山頂可俯瞰旗津島全貌，以及壽山旁的國立中山大學校園、哈瑪星、高雄港等處，天氣佳時還可眺望遠方的中央山脈南段。
旗後山的名稱是從旗後而來，而旗後的「旗」即是形容旗後山的山形。